# Cetățele
Cetățele – wieś w Rumunii, w okręgu Marmarosz, w gminie Șișești. W 2011 roku liczyła 624 mieszkańców.